# Discovery Channel
Discovery Channel (од 1985. до 1995. познат као The Discovery Channel, често називан само Discovery) амерички је кабловски канал чији је власник Warner Bros. Discovery. Од јуна 2012. Discovery Channel је трећи најраспрострањенији претплатнички канал у САД, док су испред њега само TBS и The Weather Channel. Доступан је у 409 милиона домаћинстава широм света, преко свог водећег канала у САД и различитих телевизијских канала у власништву или лиценцираних партнера на међународном нивоу.
У почетку је емитовао документарни телевизијски програм фокусиран првенствено на популарну науку, технологију и историју, али се до 2010-их проширио на ријалити-телевизију и псеудонауку.
Discovery Channel на српском језику је почео са емитовањем 4. априла 2005. године. У почетку је било титловано око 22% садржаја, док је наредних годину дана то било увећано на 80%, а затим је локализован у потпуности. Програм се емитује на енглеском језику и са српским титловима на латиници. Продају огласног простора ради CAS Media.

## Активности

### Бициклистички тим
Дискавери канал је од 2005. до 2007. године био спонзор професионалне бициклистичке екипе (енгл. Discovery Channel Pro Cycling Team) која је заведена под тимским кодом Светске бициклистичке федерације (УЦИ тим код:DCS). Дискавери канал је наставио спонзорство Поштанске службе САД након 2004. године. Ленс Армстронг, је седам пута био победник Тур де Франса (6 пута са тимом У. С. Постал), а лидер екипе под покровитељством Дискавери канала је био у току турнеје 2005. године. Те године са овом екипом је победио на трци Тур де Франс, а исти успех је успео да понови шпански бициклиста Алберто Контадор две године касније. Од 2005 до 2007, тим је био један од 20 тимова који се такмичио у ново-основаном УЦИ - Про Туру.

### Астрономска истраживања
Дискавери канал финансира изградњу Телескопа Дискавери канала, у сарадњи са Ловел опсерваторијом која важи за једну од најстаријих на подручју Северне Америка (подигнута је 1965. године). Изградња овог новог великог телескопа се врши у близини места Happy Jack у северној Аризони, а очекује се да ће по димензијама бити један од пет највећих континенталних телескопа на подручју САД чиме би омогућио астрономима Ловел опсерваторије да се баве истраживањима у новим областима и да спровођење постојећих програма буде ефикасније и ефективније.

## Популарне емисије
Основни канали Дискавери мреже су примарно фокусирани на „реалне“ друштвене теме, односно на истраживањима и оповргавању разних спекулација, као и представљању обичних људи који се баве необичним занимањима. Серијал „Хероја свакодневнице“ садржи приче о страственим људима авантуристичког духа, којима опасни и тешки послови доносе највеће задовољство. Канцеларије и радни столови су замењени авантурама по океанима, непиступачним локацијама, шумама као и грађевинским објектима великих димензија.
| - Разбијачи митова (енгл. ) - Неразрешена историја (енгл. ) - Крунски доказ (енгл. ) - Колонија (енгл. ) - Како се прави? (енгл. ) | - Опасан лов (енгл. ) - Прљави послови (енгл. ) - Америчке дрвосече (енгл. ) - Истребљивачи штеточина - Црно злато | - Амерички чопери (енгл. ) - Лондонска гаража - Пета брзина (енгл. ) - Врхунско инжењерство - Грађевинци Л. А. |

## Логотипи
- 1985—1995.
- 1995—2000.
- 2000—2008.
- 2008-2019.
- од 2019.